# Caravia
Caravia è un comune spagnolo  situato nella comunità autonoma delle Asturie.